# Roberto Coppini

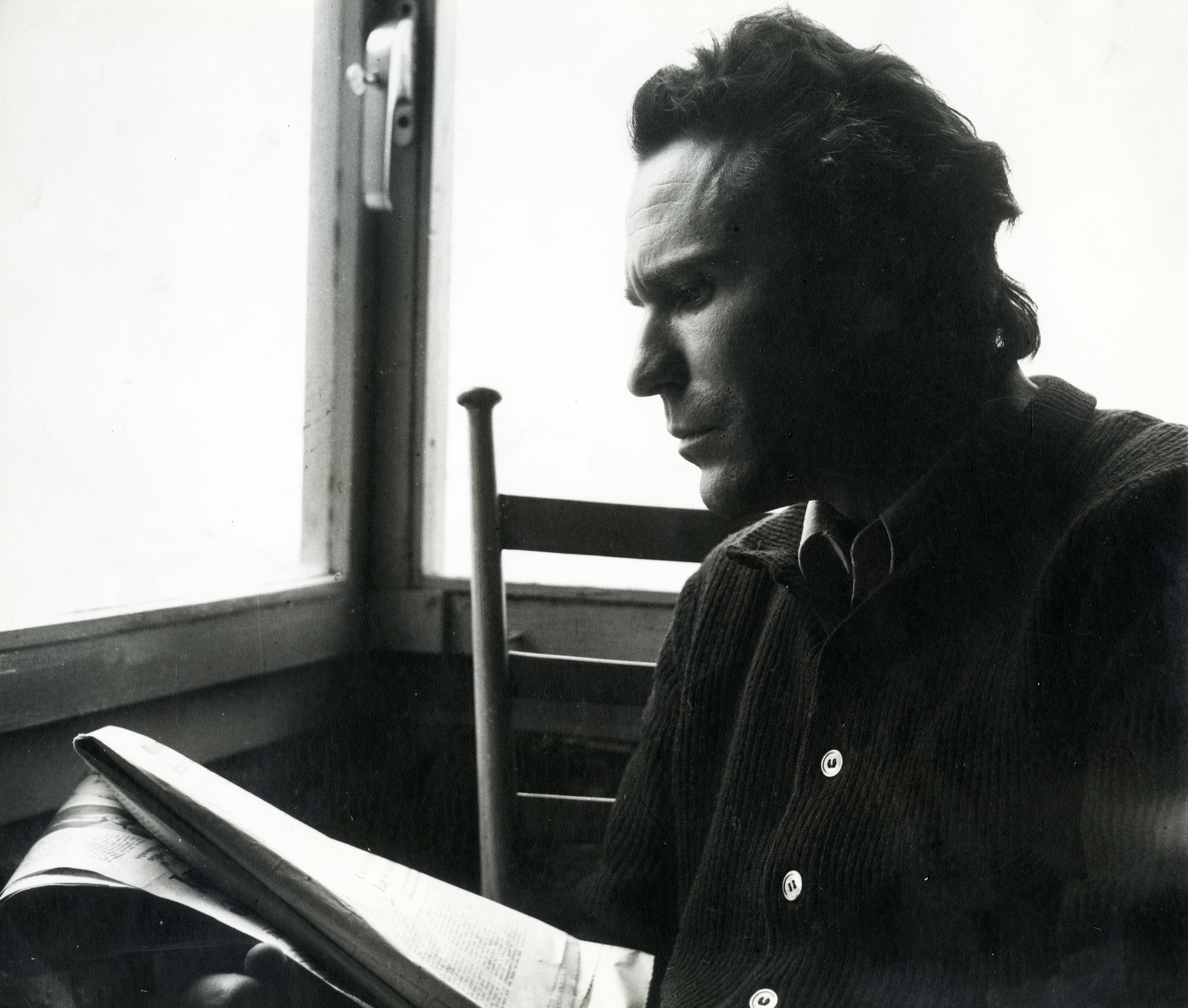
Roberto Coppini (1927-2013)

Roberto Coppini (Firenze, 28 novembre 1927 – Firenze, 23 marzo 2013) è stato un poeta e imprenditore italiano.

## La formazione
Nato da un'umile famiglia, studia in un istituto tecnico, poi lavora, ventenne, come operaio metalmeccanico, mentre ambisce a diventare fotografo. Nel contempo scrive poesie, incoraggiato da Pietro Annigoni. L'amicizia con il pittore delle regine e con i letterati e artisti della sua cerchia lo aiutano ad allargare e approfondire i suoi interessi.

## Attività poetica e di traduzione
Nel 1968 pubblica la sua prima raccolta, Swimming pool (secondo posto al Premio Il Ceppo 1969). Intanto, mentre si impegna nell'azienda di componenti acustiche del cognato (di cui poi diverrà titolare, trasformandola in un'eccellenza italiana, la BCSpeakers), è redattore della rivista bimestrale Città di Vita, dove cura regolarmente, dal 1966 al 1970, la rubrica Le parole dell'uomo, proponendo di volta in volta un autore con una breve nota introduttiva e traducendo lui stesso poesie di Rilke, Gerald M. Hopkins, Paul Verlaine, Germain Nouveau, Apolinaire, T. S.Eliot . Dal 1969 dirige, per le edizioni Città di Vita, la collana I Segni e, successivamente Quartomondo, fucina di giovani poeti.
Fra il 1969 e il 1974 tiene sull'Avanti! una rassegna delle mostre a Firenze, specialmente di artisti contemporanei, da Ottone Rosai a Carlo Levi. Le posate sul piatto, il suo libro più rappresentativo, esce nel 1978 (preceduto da un'anteprima sull'Almanacco dello Specchio, 1977). La raccolta Suite inglese (1982), è parzialmente anticipata (1979) su Paragone, dove apparirà nel 1982 la serie Di passaggio. Nel 2017 esce Una remota notizia, edizione postuma di tutte le poesie.

## Fortuna critica
Rimasto nell'ombra finché era in vita, benché apprezzato da alcuni estimatori (Ruggero Jacobbi, Giorgio Barberi Squarotti, Luigi Baldacci, Mario Luzi) è una voce che Stefano Agosti colloca fra i risultati più nuovi e più alti della poesia italiana dell'ultimo secolo.

## Opere
- Roberto Coppini, Swimming Pool, Firenze, I Segni, 1968.
- Roberto Coppini, Le posate sul piatto, Firenze, Edizioni del Bisonte, 1992.
- Roberto Coppini, Suite inglese, Firenze, Edizioni del Bisonte, 1982.
- Roberto Coppini, Una remota notizia : poesie edite e inedite, ISBN 978-88-6900-032-4, OCLC 1035296564. URL consultato il 22 giugno 2020.